# LL Cool J/Diskografie
Diese Diskografie ist eine Übersicht über die musikalischen Werke des US-amerikanischen Rappers LL Cool J. Den Schallplattenauszeichnungen zufolge hat er bisher mehr als 24,7 Millionen Tonträger verkauft, davon alleine in seiner Heimat über 22,5 Millionen. Seine erfolgreichste Veröffentlichung ist das Album Mr. Smith mit über 2,1 Millionen verkauften Einheiten.

## Alben

### Studioalben
| Jahr | Titel Musiklabel                                        | Höchstplatzierung, Gesamtwochen, AuszeichnungChartplatzierungen (Jahr, Titel, Musiklabel, Platzierungen, Wochen, Auszeichnungen, Anmerkungen) | Höchstplatzierung, Gesamtwochen, AuszeichnungChartplatzierungen (Jahr, Titel, Musiklabel, Platzierungen, Wochen, Auszeichnungen, Anmerkungen) | Höchstplatzierung, Gesamtwochen, AuszeichnungChartplatzierungen (Jahr, Titel, Musiklabel, Platzierungen, Wochen, Auszeichnungen, Anmerkungen) | Höchstplatzierung, Gesamtwochen, AuszeichnungChartplatzierungen (Jahr, Titel, Musiklabel, Platzierungen, Wochen, Auszeichnungen, Anmerkungen) | Höchstplatzierung, Gesamtwochen, AuszeichnungChartplatzierungen (Jahr, Titel, Musiklabel, Platzierungen, Wochen, Auszeichnungen, Anmerkungen) | Anmerkungen                                                                       |
| Jahr | Titel Musiklabel                                        | DE | AT | CH | UK | US | Anmerkungen                                                                       |
| ---- | ------------------------------------------------------- | --- | --- | --- | --- | --- | --------------------------------------------------------------------------------- |
| 1985 | Radio Def Jam (CBS)                                     | — | — | — | UK71 (1 Wo.)UK | US46 Platin · (38 Wo.)US | Erstveröffentlichung: 18. November 1985 Verkäufe: + 1.000.000 Platz 478 der RS500 |
| 1987 | Bigger and Deffer Def Jam (CBS)                         | DE35 (4 Wo.)DE | — | — | UK54 (19 Wo.)UK | US3 ×2Doppelplatin · (53 Wo.)US | Erstveröffentlichung: 29. Mai 1987 Verkäufe: + 2.050.000                          |
| 1989 | Walking with a Panther Def Jam (CBS)                    | — | — | — | UK43 (3 Wo.)UK | US6 Platin · (21 Wo.)US | Erstveröffentlichung: 9. Juni 1989 Verkäufe: + 1.000.000                          |
| 1990 | Mama Said Knock You Out Def Jam (CBS)                   | — | — | — | UK49 (2 Wo.)UK | US16 ×2Doppelplatin · (76 Wo.)US | Erstveröffentlichung: 27. August 1990 Verkäufe: + 2.050.000                       |
| 1993 | 14 Shots to the Dome Def Jam (CBS)                      | DE74 (9 Wo.)DE | — | — | UK74 (1 Wo.)UK | US5 Gold · (24 Wo.)US | Erstveröffentlichung: 30. März 1993 Verkäufe: + 500.000                           |
| 1995 | Mr. Smith Def Jam (Polygram)                            | DE75 (16 Wo.)DE | — | — | UK— SilberUK | US20 ×2Doppelplatin · (62 Wo.)US | Erstveröffentlichung: 10. November 1995 Verkäufe: + 2.160.000                     |
| 1997 | Phenomenon Def Jam (Polygram)                           | DE24 (6 Wo.)DE | — | CH48 (1 Wo.)CH | UK37 (4 Wo.)UK | US7 Platin · (23 Wo.)US | Erstveröffentlichung: 14. Oktober 1997 Verkäufe: + 1.100.000                      |
| 2000 | G.O.A.T.: The Greatest of All Time Island Def Jam (UMG) | DE17 (11 Wo.)DE | — | CH13 (9 Wo.)CH | UK29 (2 Wo.)UK | US1 Gold · (12 Wo.)US | Erstveröffentlichung: 12. September 2000 Verkäufe: + 550.000                      |
| 2002 | 10 Island Def Jam (UMG)                                 | DE64 (1 Wo.)DE | — | CH19 (6 Wo.)CH | UK26 Silber · (3 Wo.)UK | US2 Gold · (28 Wo.)US | Erstveröffentlichung: 15. Oktober 2002 Verkäufe: + 500.000                        |
| 2004 | The DEFinition Island Def Jam (UMG)                     | DE50 (2 Wo.)DE | — | CH35 (5 Wo.)CH | UK66 (1 Wo.)UK | US4 Gold · (19 Wo.)US | Erstveröffentlichung: 30. August 2004 Verkäufe: + 500.000                         |
| 2006 | Todd Smith Island Def Jam (UMG)                         | — | — | CH64 (4 Wo.)CH | — | US6 Gold · (13 Wo.)US | Erstveröffentlichung: 7. April 2006 Verkäufe: + 500.000                           |
| 2008 | Exit 13 Island Def Jam (UMG)                            | — | — | CH75 (2 Wo.)CH | — | US9 (5 Wo.)US | Erstveröffentlichung: 5. September 2008                                           |
| 2013 | Authentic 429 Records (Savoy)                           | DE87 (1 Wo.)DE | — | CH57 (1 Wo.)CH | — | US23 (4 Wo.)US | Erstveröffentlichung: 26. April 2013                                              |
| 2024 | The Force Def Jam (UMG)                                 | — | — | CH71 (1 Wo.)CH | — | US50 (1 Wo.)US | Erstveröffentlichung: 6. September 2024                                           |

### Kompilationen
| Jahr | Titel Musiklabel                            | Höchstplatzierung, Gesamtwochen, AuszeichnungChartplatzierungen (Jahr, Titel, Musiklabel, Platzierungen, Wochen, Auszeichnungen, Anmerkungen) | Höchstplatzierung, Gesamtwochen, AuszeichnungChartplatzierungen (Jahr, Titel, Musiklabel, Platzierungen, Wochen, Auszeichnungen, Anmerkungen) | Höchstplatzierung, Gesamtwochen, AuszeichnungChartplatzierungen (Jahr, Titel, Musiklabel, Platzierungen, Wochen, Auszeichnungen, Anmerkungen) | Höchstplatzierung, Gesamtwochen, AuszeichnungChartplatzierungen (Jahr, Titel, Musiklabel, Platzierungen, Wochen, Auszeichnungen, Anmerkungen) | Höchstplatzierung, Gesamtwochen, AuszeichnungChartplatzierungen (Jahr, Titel, Musiklabel, Platzierungen, Wochen, Auszeichnungen, Anmerkungen) | Anmerkungen                                                  |
| Jahr | Titel Musiklabel                            | DE | AT | CH | UK | US | Anmerkungen                                                  |
| ---- | ------------------------------------------- | --- | --- | --- | --- | --- | ------------------------------------------------------------ |
| 1996 | All World: Greatest Hits Def Jam (Polygram) | DE46 (11 Wo.)DE | — | CH45 (3 Wo.)CH | UK23 Gold · (8 Wo.)UK | US29 Platin · (28 Wo.)US | Erstveröffentlichung: 5. November 1996 Verkäufe: + 1.150.000 |
| 2009 | All World 2 Island Def Jam (UMG)            | — | — | — | — | — | Erstveröffentlichung: 2009                                   |

## Singles

### Als Leadmusiker
| Jahr | Titel Album                                                                                              | Höchstplatzierung, Gesamtwochen, AuszeichnungChartplatzierungen (Jahr, Titel, Album, Platzierungen, Wochen, Auszeichnungen, Anmerkungen) | Höchstplatzierung, Gesamtwochen, AuszeichnungChartplatzierungen (Jahr, Titel, Album, Platzierungen, Wochen, Auszeichnungen, Anmerkungen) | Höchstplatzierung, Gesamtwochen, AuszeichnungChartplatzierungen (Jahr, Titel, Album, Platzierungen, Wochen, Auszeichnungen, Anmerkungen) | Höchstplatzierung, Gesamtwochen, AuszeichnungChartplatzierungen (Jahr, Titel, Album, Platzierungen, Wochen, Auszeichnungen, Anmerkungen) | Höchstplatzierung, Gesamtwochen, AuszeichnungChartplatzierungen (Jahr, Titel, Album, Platzierungen, Wochen, Auszeichnungen, Anmerkungen) | Anmerkungen                                                                               |
| Jahr | Titel Album                                                                                              | DE | AT | CH | UK | US | Anmerkungen                                                                               |
| ---- | --- | --- | --- | --- | --- | --- | ----------------------------------------------------------------------------------------- |
| 1985 | I Can Give You More / I Can’t Live Without My Radio Radio                                                | — | — | — | — | — | Erstveröffentlichung: 1985                                                                |
| 1985 | You’ll Rock Radio                                                                                        | — | — | — | — | — | Erstveröffentlichung: 1985                                                                |
| 1985 | Rock the Bells Radio                                                                                     | — | — | — | — | — | Erstveröffentlichung: 1985                                                                |
| 1987 | I’m Bad Bigger and Deffer                                                                                | — | — | — | UK71 (1 Wo.)UK | US84 Gold · (4 Wo.)US | Erstveröffentlichung: Mai 1987                                                            |
| 1987 | I Need Love Bigger and Deffer                                                                            | DE6 (12 Wo.)DE | AT13 (6 Wo.)AT | CH6 (8 Wo.)CH | UK8 (10 Wo.)UK | US14 (13 Wo.)US | Erstveröffentlichung: 22. Juli 1987                                                       |
| 1987 | Go Cut Creator Go Bigger and Deffer                                                                      | — | — | — | UK66 (2 Wo.)UK | — | Erstveröffentlichung: 1987                                                                |
| 1988 | Going Back to Cali Walking with a Panther                                                                | — | — | — | UK37 (4 Wo.)UK | US31 Platin · (14 Wo.)US | Erstveröffentlichung: 27. Januar 1988 Verkäufe: + 1.000.000                               |
| 1989 | I’m That Type of Guy Walking with a Panther                                                              | — | — | — | UK43 (5 Wo.)UK | US15 Gold · (16 Wo.)US | Erstveröffentlichung: 24. Mai 1989 Verkäufe: + 500.000                                    |
| 1989 | Big Ole Butt Walking with a Panther                                                                      | — | — | — | — | — | Erstveröffentlichung: 1989                                                                |
| 1989 | One Shot at Love Walking with a Panther                                                                  | — | — | — | — | — | Erstveröffentlichung: 18. September 1989                                                  |
| 1990 | Jingling Baby Walking with a Panther                                                                     | — | — | — | — | — | Erstveröffentlichung: 1990                                                                |
| 1990 | The Boomin’ System Mama Said Knock You Out                                                               | — | — | — | — | US48 (11 Wo.)US | Erstveröffentlichung: 7. August 1990                                                      |
| 1990 | Around the Way Girl Mama Said Knock You Out                                                              | — | — | — | UK36 (8 Wo.)UK | US9 Gold · (23 Wo.)US | Erstveröffentlichung: 20. November 1990 Verkäufe: + 500.000                               |
| 1990 | To da Break of Dawn Mama Said Knock You Out                                                              | — | — | — | — | — | Erstveröffentlichung: 1990                                                                |
| 1991 | Mama Said Knock You Out                                                                                  | — | — | — | UK— SilberUK | US17 Platin · (16 Wo.)US | Erstveröffentlichung: 26. Februar 1991 Verkäufe: + 1.200.000                              |
| 1991 | 6 Minutes of Pleasure Mama Said Knock You Out                                                            | — | — | — | — | US95 (2 Wo.)US | Erstveröffentlichung: 30. Mai 1991                                                        |
| 1993 | How I’m Comin’ 14 Shots to the Dome                                                                      | — | — | — | UK37 (2 Wo.)UK | US57 (9 Wo.)US | Erstveröffentlichung: 15. Februar 1993                                                    |
| 1993 | Back Seat (of My Jeep) / Pink Cookies In a Plastic Bag Getting Crushed by Buildings 14 Shots to the Dome | — | — | — | — | US42 (13 Wo.)US | Erstveröffentlichung: 1. Juni 1993                                                        |
| 1993 | Stand By Your Man 14 Shots to the Dome                                                                   | — | — | — | — | — | Erstveröffentlichung: 1993                                                                |
| 1995 | Hey Lover Mr. Smith                                                                                      | DE34 (13 Wo.)DE | — | — | UK17 (4 Wo.)UK | US3 Platin · (21 Wo.)US | Erstveröffentlichung: 31. Oktober 1995 feat. Boyz II Men Verkäufe: + 1.000.000            |
| 1996 | Doin’ It Mr. Smith                                                                                       | DE36 (13 Wo.)DE | — | CH47 (2 Wo.)CH | UK15 (3 Wo.)UK | US9 Platin · (20 Wo.)US | Erstveröffentlichung: 20. Februar 1996 feat. LeShaun Verkäufe: + 1.000.000                |
| 1996 | Loungin Mr. Smith                                                                                        | DE32 (13 Wo.)DE | — | — | UK7 (8 Wo.)UK | US3 Platin · (29 Wo.)US | Erstveröffentlichung: 25. Juni 1996 feat. Total Verkäufe: + 1.005.000                     |
| 1996 | Ain’t Nobody Beavis and Butt-Head Do America (O.S.T.)                                                    | DE33 (9 Wo.)DE | — | — | UK1 Silber · (9 Wo.)UK | US46 (11 Wo.)US | Erstveröffentlichung: 26. November 1996                                                   |
| 1997 | Hit ’Em High (The Monstars’ Anthem) Space Jam (O.S.T.)                                                   | DE14 (15 Wo.)DE | — | CH11 (13 Wo.)CH | UK8 (6 Wo.)UK | — | Erstveröffentlichung: 7. Januar 1997 mit B-Real, Busta Rhymes, Coolio & Method Man        |
| 1997 | Phenomenon                                                                                               | DE43 (7 Wo.)DE | — | CH22 (10 Wo.)CH | UK9 (5 Wo.)UK | US55 (9 Wo.)US | Erstveröffentlichung: 23. September 1997                                                  |
| 1997 | Candy Phenomenon                                                                                         | — | — | — | — | — | Erstveröffentlichung: 25. Oktober 1997                                                    |
| 1997 | 4, 3, 2, 1 Phenomenon                                                                                    | — | — | — | — | US75 (12 Wo.)US | Erstveröffentlichung: 9. Dezember 1997 feat. Redman, Method Man, Canibus & DMX            |
| 1998 | Father Phenomenon                                                                                        | — | — | — | UK10 (5 Wo.)UK | US18 (16 Wo.)US | Erstveröffentlichung: 13. Januar 1998                                                     |
| 1998 | Hot Hot Hot Phenomenon                                                                                   | DE48 (9 Wo.)DE | — | — | — | — | Erstveröffentlichung: 27. März 1998 feat. LeShaun                                         |
| 1999 | Deepest Bluest Deep Blue Sea (O.S.T.)                                                                    | DE77 (4 Wo.)DE | — | — | — | — | Erstveröffentlichung: 27. Juni 1999                                                       |
| 2000 | Imagine That G.O.A.T.                                                                                    | — | — | CH90 (3 Wo.)CH | — | US98 (2 Wo.)US | Erstveröffentlichung: 27. Juni 2000                                                       |
| 2000 | You and Me G.O.A.T.                                                                                      | DE53 (8 Wo.)DE | — | CH85 (6 Wo.)CH | — | — | Erstveröffentlichung: 17. Oktober 2000 feat. Kelly Price                                  |
| 2002 | Luv U Better 10                                                                                          | DE74 (5 Wo.)DE | — | CH42 (7 Wo.)CH | UK7 (7 Wo.)UK | US4 (22 Wo.)US | Erstveröffentlichung: 13. August 2002                                                     |
| 2003 | Paradise 10                                                                                              | — | — | CH70 (6 Wo.)CH | UK18 (5 Wo.)UK | US36 (15 Wo.)US | Erstveröffentlichung: 14. Januar 2003 feat. Amerie                                        |
| 2004 | Headsprung The DEFinition                                                                                | DE80 (3 Wo.)DE | — | CH20 (10 Wo.)CH | UK25 (4 Wo.)UK | US16 Platin · (20 Wo.)US | Erstveröffentlichung: 7. Juni 2004 Verkäufe: + 1.000.000                                  |
| 2004 | Hush The DEFinition                                                                                      | — | — | — | UK3 (10 Wo.)UK | US26 (18 Wo.)US | Erstveröffentlichung: 15. September 2004 feat. 7 Aurelius                                 |
| 2006 | Control Myself Todd Smith                                                                                | DE25 (9 Wo.)DE | AT70 (2 Wo.)AT | — | UK2 Silber · (13 Wo.)UK | US4 Gold · (11 Wo.)US | Erstveröffentlichung: 1. Februar 2006 feat. Jennifer Lopez Verkäufe: + 700.000            |
| 2008 | Baby Exit 13                                                                                             | — | — | — | UK56 (2 Wo.)UK | US52 (11 Wo.)US | Erstveröffentlichung: 22. Juli 2008 feat. The-Dream                                       |
| 2013 | Whaddup Authentic                                                                                        | — | — | — | — | — | Erstveröffentlichung: 28. Februar 2013 feat. Chuck D, Travis Barker, Tom Morello & Z-Trip |
| 2016 | You Already –                                                                                            | — | — | — | — | — | Erstveröffentlichung: 12. Februar 2016 mit Troy Ave                                       |
| 2024 | Saturday Night Special The Force                                                                         | — | — | — | — | — | Erstveröffentlichung: 14. Juni 2024 feat. Fat Joe & Rick Ross                             |
| 2024 | Passion The Force                                                                                        | — | — | — | — | — | Erstveröffentlichung: 12. Juli 2024                                                       |
| 2024 | Proclivities The Force                                                                                   | — | — | — | — | — | Erstveröffentlichung: 9. August 2024 feat. Saweetie                                       |
| 2024 | Murdergram Deux The Force                                                                                | — | — | — | — | — | Erstveröffentlichung: 30. August 2024 feat. Eminem                                        |

### Als Gastmusiker
| Jahr | Titel Album                                              | Höchstplatzierung, Gesamtwochen, AuszeichnungChartplatzierungen (Jahr, Titel, Album, Platzierungen, Wochen, Auszeichnungen, Anmerkungen) | Höchstplatzierung, Gesamtwochen, AuszeichnungChartplatzierungen (Jahr, Titel, Album, Platzierungen, Wochen, Auszeichnungen, Anmerkungen) | Höchstplatzierung, Gesamtwochen, AuszeichnungChartplatzierungen (Jahr, Titel, Album, Platzierungen, Wochen, Auszeichnungen, Anmerkungen) | Höchstplatzierung, Gesamtwochen, AuszeichnungChartplatzierungen (Jahr, Titel, Album, Platzierungen, Wochen, Auszeichnungen, Anmerkungen) | Höchstplatzierung, Gesamtwochen, AuszeichnungChartplatzierungen (Jahr, Titel, Album, Platzierungen, Wochen, Auszeichnungen, Anmerkungen) | Anmerkungen                                                                          |
| Jahr | Titel Album                                              | DE | AT | CH | UK | US> | Anmerkungen                                                                          |
| ---- | -------------------------------------------------------- | --- | --- | --- | --- | --- | ------------------------------------------------------------------------------------ |
| 1991 | Why Me Baby? Keep It Comin’                              | — | — | — | — | US44 (1 Wo.)US | Erstveröffentlichung: 21. November 1991 Keith Sweat feat. LL Cool J                  |
| 1996 | This Is for the Lover in You The Day                     | — | — | — | UK12 (5 Wo.)UK | US6 Platin · (20 Wo.)US | Erstveröffentlichung: 5. Oktober 1996 Babyface feat. LL Cool J                       |
| 1998 | Dear Mallika The Rapsody Overture: Hip Hop Meets Classic | DE95 (1 Wo.)DE | — | — | — | — | Erstveröffentlichung: 5. April 1998 The Rapsody feat. LL Cool J                      |
| 1998 | Curious Levert.Sweat.Gill                                | — | — | — | UK23 (2 Wo.)UK | — | Erstveröffentlichung: 1998 Levert Sweat Gill feat. LL Cool J, Busta Rhymes & MC Lyte |
| 1998 | Zoom Bulworth (O.S.T.)                                   | DE44 (9 Wo.)DE | — | CH45 (1 Wo.)CH | UK15 (3 Wo.)UK | — | Erstveröffentlichung: 29. Juni 1998 Erstveröffentlichung: Dr. Dre feat. LL Cool J    |
| 1998 | Incredible It’s a Beautiful Thing                        | — | — | — | UK52 (1 Wo.)UK | — | Erstveröffentlichung: 15. September 1998 Keith Murray feat. LL Cool J                |
| 2001 | Blink Blink Engel & Ratten                               | DE75 (3 Wo.)DE | — | — | — | — | Erstveröffentlichung: 12. November 2001 Spax feat. LL Cool J                         |
| 2001 | Fatty Girl The Good Life                                 | — | — | — | — | US87 (14 Wo.)US | Erstveröffentlichung: 4. Dezember 2001 Ludacris feat. LL Cool J & Keith Murray       |
| 2003 | All I Have This Is Me… Then                              | DE19 (10 Wo.)DE | AT38 (11 Wo.)AT | CH4 (14 Wo.)CH | UK2 Gold · (13 Wo.)UK | US1 Platin · (21 Wo.)US | Erstveröffentlichung: 11. Februar 2003 Jennifer Lopez feat. LL Cool J                |
| 2010 | We Are the World 25 for Haiti –                          | — | — | — | UK50 (2 Wo.)UK | US2 (5 Wo.)US | Erstveröffentlichung: 12. Februar 2010 mit Artists for Haiti                         |
| 2013 | Accidental Racist Wheelhouse                             | — | — | — | — | US77 (1 Wo.)US | Erstveröffentlichung: 9. April 2012 Brad Paisley feat. LL Cool J                     |

## Promoveröffentlichungen
Promo-Singles
- 2005: It’s LL and Santana / What You Want
- 2006: Freeze
- 2008: Cry
- 2008: Rocking with the G.O.A.T.

## Statistik

### Chartauswertung
|                     | DE    | AT    | CH    | UK     | US     |
| ------------------- | ----- | ----- | ----- | ------ | ------ |
| Nummer-eins-Alben   | DE—DE | AT—AT | CH—CH | UK—UK  | US1US  |
| Top-10-Alben        | DE—DE | AT—AT | CH—CH | UK—UK  | US9US  |
| Alben in den Charts | DE9DE | AT—AT | CH9CH | UK10UK | US15US |

|                       | DE     | AT    | CH     | UK     | US     |
| --------------------- | ------ | ----- | ------ | ------ | ------ |
| Nummer-eins-Singles   | DE—DE  | AT—AT | CH—CH  | UK1UK  | US1US  |
| Top-10-Singles        | DE1DE  | AT—AT | CH2CH  | UK10UK | US9US  |
| Singles in den Charts | DE17DE | AT3AT | CH11CH | UK26UK | US29US |

### Auszeichnungen für Musikverkäufe
| Goldene Schallplatte - Kanada - 1988: für das Album Bigger and Deffer - 1991: für das Album Mama Said Knock You Out - 1997: für das Album All World: Greatest Hits - 2000: für das Album G.O.A.T. - Neuseeland - 1996: für die Single Loungin | Platin-Schallplatte - Kanada - 1998: für das Album Mr. Smith - 1998: für das Album Phenomenon - Neuseeland - 2023: für die Single All I Have 2× Platin-Schallplatte - Australien - 2022: für die Single All I Have |

Anmerkung: Auszeichnungen in Ländern aus den Charttabellen bzw. Chartboxen sind in ebendiesen zu finden.
| Land/RegionAuszeichnungen für Musikverkäufe (Land/Region, Auszeichnungen, Verkäufe, Quellen) | Silber     | Gold       | Platin       | Verkäufe   | Quellen                       |
| -------------------------------------------------------------------------------------------- | ---------- | ---------- | ------------ | ---------- | ----------------------------- |
| Australien (ARIA)                                                                            | —          | —          | 2× Platin2   | 140.000    | aria.com.au                   |
| Kanada (MC)                                                                                  | —          | 4× Gold4   | 2× Platin2   | 400.000    | musiccanada.com               |
| Neuseeland (RMNZ)                                                                            | —          | Gold1      | Platin1      | 35.000     | aotearoamusiccharts.co.nz NZ2 |
| Vereinigte Staaten (RIAA)                                                                    | —          | 9× Gold9   | 18× Platin18 | 22.500.000 | riaa.com                      |
| Vereinigtes Königreich (BPI)                                                                 | 5× Silber5 | 2× Gold2   | —            | 1.220.000  | bpi.co.uk                     |
| Insgesamt                                                                                    | 5× Silber5 | 16× Gold16 | 23× Platin23 |            |                               |